# 구리야마 나오키
구리야마 나오키(일본어: 栗山 直樹, 1990년 12월 8일 ~ )는 일본의 축구 선수이다. 현재 싱가포르 프리미어리그의 호우강 유나이티드 FC에서 뛰고 있다.

## 구단 경력
그는 2013년부터 2022년까지 J리그의 제프 유나이티드 지바, FC 마치다 젤비아, 몬테디오 야마가타, 에히메 FC에서 활동하였다.